# Copa Aldao 1942
La Copa Aldao 1942 fue la decimoquinta edición del torneo organizado por AFA y AUF. Enfrentó a River Plate, ganador del Campeonato de Primera División 1942; y Nacional, ganador del Campeonato de Primera División 1942.
Se debía disputar con partidos de ida y vuelta. El partido de ida se disputó el 8 de diciembre de 1942 en el Estadio Centenario de Montevideo. Allí Nacional goleó a River Plate por 4 a 0. Sin embargo, al no jugarse el partido de vuelta en Buenos Aires, no se completó el torneo y el título no fue oficialmente reconocido.

## Clubes clasificados
Clasificaron como campeones de 1942 en sus respectivas ligas.
| AFA (Argentina) |  | River Plate |  | Campeón de Primera División de Argentina (1942) |
| AUF (Uruguay)   |  | Nacional    |  | Campeón de Primera División de Uruguay (1942)   |

## Partido
| 8 de diciembre de 1942 | Nacional                                                                 | 4:0 (3:0) | River Plate | Estadio Centenario, Montevideo |                           |
|                        | Gabino Ballesteros 22' · Luis Ernesto Castro 31' · Roberto Porta 38' 55' |           |             | Árbitro(s): Aníbal Tejada      | Árbitro(s): Aníbal Tejada |

|                             |
| Bandera de Uruguay          |
| Campeón Nacional 5.º título |